# 高大成
高大成（1950年11月20日—），臺灣醫師、法醫、時事評論者。現為中山醫學大學醫學系法醫學科副教授、高診所院長，並於高診所主治小兒科、皮膚科。曾任新竹空軍醫院住院醫師、臺北市立中興醫院住院醫師、京都大學附屬病院醫師、千葉縣大日病院檢查室主任。投身法醫後，曾任臺灣高等法院檢察署法醫中心特約法醫師、臺灣臺中地方法院檢察署特約法醫師等。擔任法醫三十餘年，參與解剖的遺體超過1萬具、親自操刀逾4000具，曾參與臺中耕讀園槍擊案、6歲女童娃娃車熱死案、五億高中生命案等案件。
妻子為日本人。

## 早年
高大成曾於節目中自述父親為醫師，父高光清當年為府城臺南高眼科院長（曾是臺南市唯一的眼科醫師），母高梁霜出生書香門第（台南縣後壁鄉仕紳梁新傳三女）。
高大成就讀善化中學高中部（今善化高中）時，曾因與人打架被記三大過，面臨退學處分；父親原本到校要接回高大成，但後來學校改以留校察看處分。父親聘請七科家教，高大成高三時也收斂不少，後錄取中山醫學院醫學系。畢業後前往日本京都大學進修，並在這時期對法醫學有興趣。學成回台，由中山醫學大學董事長支助其薪水（當時法醫月薪新台幣5萬元，中山醫學大學提供他月薪新台幣13萬5,000元）與住宿。

## 事件及言論
- 2004年12月7日，高大成在男子陳家烽被控姦殺女網友命案中，因草率勘驗被害人屍體，雖有採集下體分泌物，卻未做陰道病理切片，導致更二審法官無法判斷被害人下體的傷是新傷或舊傷，只能將陳強姦部分判決無罪。[3]

- 2005年台中市長選舉時，高大成等十二位醫師曾公開台中市長胡志強病歷，引來批評[1]。

- 2006年1月15日，《蘋果日報》接獲讀者爆料，指已婚名法醫高大成私生活不檢點，攜女上賓館。《蘋果》連續兩周直擊，高大成分別帶著不同的女性密友和友人聚餐，而兩名女子在聚餐後，都跟高大成到汽車旅館，約逗留10分鐘後高大成獨自離開。當事女學生後證實為高法醫友人女兒，因不勝酒力身為長輩代為照顧，當時宿舍已關門所以至旅館休息，而高大成安頓後隨即離開。[4][5]。

- 2013年7月的中華民國陸軍下士洪仲丘被虐死案，洪家家屬特別請高大成參與解剖。高大成沈痛表示：「第一次看到這麼壯的孩子竟會被操到熱衰竭、橫紋肌溶解症致死，軍方不能說沒責任，推說是洪仲丘自己沒喝水死掉，如果軍方想用這方式把事情蓋掉，這個社會豈不成了黑社會？」
  - 高大成上談話性節目指出，造成洪仲丘全身瀰漫性出血致死原因應為中暑導致熱衰竭及橫紋肌溶解症[6]。多數網友認為以高大成敢言個性，會對軍方造成壓力，有助釐清真相[7]。但這些揭露性的發言，也引來麻煩，7月22日高大成在《新聞挖挖哇》節目自爆：有人警告他說，「搭高鐵最好不要靠近月臺，有人假裝酒醉把你推下去，就很倒楣；開汽車出門最好開好一點的車，坐車不要坐前座，比較危險，你要小心一點！」人身受威脅，讓他的日本籍配偶擔心到哭了一整晚，高大成一度哽咽表示：「這次事情之後，我不要管閒事了，我太太很可憐，是位日本人，在臺灣無親無故，難道真的要她一個人抱我的骨灰罈回日本？」高大成在洪仲丘事件後，亦發現手機有嚴重回音，懷疑手機被監聽[8][9]，但自始至終仍未能提出任何證明被監聽的證據。
  - 有網友在批踢踢八卦版爆料「洪仲丘死前曾被拖到浴室大量灌水」，對此高大成在隔天《新聞龍捲風》節目中推翻自己之前提出的「中暑、熱衰竭及橫紋肌溶解症」的說法，改口稱洪仲丘「不排除灌水的可能」[10] 高大成說，一般中暑的病患因體內水分與鹽分流失，鈉離子應偏高，但洪仲丘到天成醫院時，檢驗報告鈉離子卻異常低，這與爆料網友指出被狂操後又被迫大量灌水，且未適時補充鹽片狀況吻合。高大成說，當過兵的人都知道，軍中都會在飲水機旁提供鹽片，就是怕阿兵哥在激烈運動後，大量補充水分，造成鈉離子降低，因而在補充水分時同時補充鹽片。曾檢視洪仲丘病歷的時任國立臺灣大學附設醫院創傷醫學部主任，前臺北市市長柯文哲說，以洪仲丘到院急救時的生理現象回推，確實無法排除這個可能性，但事實如何，還需要更確切的人證。高大成幾天後在同一個談話節目時，則說洪仲丘是「被淹死」[11]。高提到驗屍時，洪仲丘的肺因為積了血水，重達1,700公克，是正常的兩倍多，而且丟到水裡，全部都下沉，表示肺裡面根本沒空氣。主持人問：「是否是完全活生生在陸地上被淹死？」高回應說：「對對對，就是這樣。」

- 2013年7月30日，桃園一名楊姓少女今年7月30日被發現陳屍在自家社區附近空地上，經2名法醫相驗後，都歸因於自殺，家屬因此找來法醫高大成相驗。高大成發現少女背上有3道傷痕，認為少女死因機率－「他殺占7成、意外墜樓占3成」，加上大樓鄰居當天中午曾聽到少女在樓梯間驚慌叫喊「你要幹嘛！」，並聽到有人跑進跑出電梯發出撞擊聲響，家屬認為死因不單純。但當時一同參與相驗的資深法醫蕭開平卻對高大成的說法提出反駁[12]。

- 2013年9月發生了大埔事件抗爭戶之一的張森文疑似輕生事件，高大成雖受張家的親屬所託參與解剖，但對於解剖前檢察官要求其簽下保密切結書感到極度不滿[13]。

- 2014年4月13日一名網友留言，「高先生你是否應該去身心科諮詢一下，雖然你是大醫生，但總有疏忽的時候～祝福你早日康復」，高大成親自回覆「我很好！多謝您的指教。將來出示此貼文及您本人身份證明：

1. 行政相驗多送您兩張死亡相驗証明書。
2. 司法所需之司法鑑定可以九折優惠。（僅限您本人）」[14]

- 成功嶺替代役男陳乃斌2015年6月12日上午於割草勤務時突然暴斃，台中地檢署安排於同年6月15日上午解剖遺體釐清死因。但死者家屬要求醫師高大成陪同解剖相驗遭拒。法醫高大成在臉書上發文痛批，某些享有政府資源與坐擁國家機器的人，居然會小氣到不譲一個有完整資歷只想追求真相，安撫家屬，求得社會平和的法醫參與，「這絕非是針對我高大成個人的單純問題，而是我們台灣人的悲哀」。[15]

- 2016年4月10日，高大成參加白玫瑰社會關懷協會主辦的反對廢除死刑遊行，並上台演講，大力反對廢除死刑。

- 2017年3月爆發的南港小模姦殺案，兇手程宇指控女友梁思惠在案發現場，為共犯，高大成根據現場跡象，案發次日，就發表「可能程宇是單獨犯案」的結論，他說，現場死者內衣褲被丟棄，梁思惠若當時在現場，可能會念及友情為陳女遺體穿上內衣褲。另外死者在現場被拖行，如果梁思惠在現場，也可以幫忙程宇搬運棄屍，不需拖行死者，而後檢方真的查出梁思惠當時不在場，被網友敬稱為「神預測」。高大成又表示，「教唆殺人」面臨無期徒刑、死刑，殺人至少二十年有期徒刑，甚至到無期徒刑，但是「被教唆殺人」可能降到十四年徒刑以下，所以認為程宇緊咬女友的目的，就是求脫罪[16][17]。

- 2020年3月4日，民主進步黨中央評議委員會決議，高大成、朱武獻、周芳如、吳達偉、鄭新助、潘建志、張宗傑違紀參選，均開除黨籍[18]。高大成隨即諷刺，依此標準，中華民國總統蔡英文違紀跨黨為台灣基進陳柏惟助選，民進黨應該開除蔡英文黨籍。

- 2023年的五億高中生命案，高大成受死者家屬委託勘驗遺體[19]。

## 獲獎與榮譽
- 1990年榮獲法務部長獎
- 2000年榮獲臺中市特殊貢獻醫師獎[1]
- 2016年榮獲臺灣醫療典範獎[1]

## 作品節選
- 《病理圖鑑》
- 《名探法醫高大成科學辦案》(2004)，與既晴合著，出版社：高寶國際，ISBN 978-9867799470
- 《重返刑案現場》(2006)，出版社：柏室科藝，ISBN 979-957-29860-3-4
- 《法醫高大成科學探案》(增訂版)(2012)

## 參看
- 李昌鈺
- 楊日松
- 蕭開平
- 謝松善

## 外部連結
- 法醫 高大成 醫師 （页面存档备份，存于）
- 高大成的Facebook專頁
- 高大成的Facebook專頁粉絲